# Centro de Valoración y Apoyo a la Calificación Operativa para el Combate
El Centro de Valoración y Apoyo a la Calificación Operativa para el Combate (CEVACO), es una unidad de la Armada de España que presta apoyo a barcos de superficie de la Flota valorando y avalando su capacidad de combate con revisiones pormenorizadas de sus sistemas y dotaciones. Sus funciones son:
- La calificación y certificación de las unidades de superficie para el combate.
- Apoyar al mando orgánico correspondiente en el adiestramiento de sus unidades.
- Asesorar al Almirante de la Flota en cuestiones relacionadas con el adiestramiento, la seguridad operativa y los riesgos laborales de las dotaciones navales.

El CEVACO fue creado en virtud de la Orden del Ministerio de Defensa 615/16271/93, de 7 de diciembre del Almirante Jefe del Estado Mayor de la Armada, por la que se crea el Centro de Valoración y Apoyo a la Calificación Operativa para el Combate (CEVACO). Su jefatura la ostenta un capitán de navío del Cuerpo General de la Armada o un coronel del Cuerpo de Infantería de Marina. Desde su inauguración en el mes de enero de 1994, su sede se encuentra en la Base Naval de Rota (Cádiz), depende del Almirante de la Flota.
Este organismo fue establecido a raíz de la profunda transformación experimentada por los sistemas de combate naval durante la década de los ochenta. Heredó las funciones de la Oficina de Valoración del Adiestramiento de la Flota (OVAF) y de la Oficina de Valoración de Artillería y Tiro Naval (OVATAN), disueltas en diciembre de 1993.
La estructura del CEVACO es la siguiente:
1. Jefatura de Órdenes
2. Órganos de evaluación y certificación:
  1. Órgano de Evaluación y Certificación de la Bahía de Cádiz (EVADIZ).
  2. Órgano de Evaluación y Certificación de Cartagena (EVACART).
3. Centro de Instrucción y Adiestramiento (CIA):
  1. Centro de Adiestramiento de Seguridad Interior (CASI).
4. Centro de Seguridad Operativa de la Flota (SEGOFLOT).